# دانشکده کشاورزی دانشگاه شیراز
دانشکدهٔ کشاورزی دانشگاه شیراز، از دانشکده‌های قدیمی دانشگاه شیراز است که در سال ۱۳۳۴، به عنوان یکی از واحدهای آموزشی دانشگاه شیراز، تأسیس شد و از استادان سایر دانشگاه‌های کشور، به ویژه تهران برای تدریس در این مرکز علمی دعوت می‌شد. این دانشکده ابتدا در یک ساختمان استیجاری کوچک در خیابان لطفعلی خان زند قرار داشت اما در سال ۱۳۴۰ با خرید پانصد هکتار زمین از اراضی باجگاه - واقع در ۱۵ کیلومتری شمال غربی شیراز - به مکان جدید انتقال یافت. در سال ۱۳۴۸، ساختمان‌های اداری و آموزشی این دانشکده در باجگاه افتتاح شد و کلیهٔ تشکیلات این مؤسسهٔ آموزشی، از شیراز به مکان جدید انتقال یافت. این دانشکده هم‌اکنون ۱۱ بخش فعال آموزشی با رشته‌ها و مقاطع مختلف تحصیلی و دیگر مراکز تحقیقاتی در اختیار دارد.
کتابخانهٔ این دانشکده، در سال ۱۳۴۱، با نزدیک به دو هزار جلد کتاب، فعالیت خود را آغاز کرد و اکنون ۱۰۷۱۳ جلد کتاب فارسی و ۱۶۰۹۷ جلد کتاب لاتین دارد. این کتابخانه هم‌اکنون با عنوان «کتابخانهٔ شهید مفتح» به کار خود ادامه می‌دهد.
این دانشکده همچنین یک آزمایشگاه مرکزی دارد که مجهز به اتاقک رشد، الکتروفورز، اتوکلاو و… برای تحقیقات و انجام آزمایشات کشاورزی است.
مرگ دو دانشجو بر اثر سوانح پیش‌بینی نشده، در ۱۱ و ۱۳ شهریورماه سال ۱۳۹۸ به علت تصادف و برق گرفتگی انتقادهای دانشجویان را در فضای مجازی مبنی بر کمبود امکاناتی همچون آمبولانس، خدمات پزشکی و مشکلات حمل‌ونقل به همراه داشت. دانشگاه شیراز در پی این اتفاق طی اطلاعیه‌ای با دانشجویان ابراز همدردی کرد و پیگیری ساخت یک مرکز اورژانس را در دانشکده کشاورزی به عهده گرفت. سرانجام این مرکز در تاریخ ۲۷ دی ماه ۱۳۹۹ همزمان با راه‌اندازی آزمایشگاه مرکزی افتتاح شد.

## تاریخچه
در سال ۱۳۳۴ دانشکدهٔ کشاورزی دانشگاه شیراز کار و آموزش عالی در زمینه علوم کشاورزی را آغاز نمود. این دانشکده به عنوان سومین دانشکدهٔ دانشگاه شیراز، پس از دانشکدهٔ پزشکی و دانشکدهٔ ادبیات، تاسیس شد. در ابتدای فعالیت این دانشکده در یک مکان استیجاری کوچک واقع در شهر شیراز به تربیت نیروهای متخصص پرداخت و در سال ۱۳۴۰ همزمان با استخدام نیروهای متخصص در زمینه‌های مختلف علوم کشاورزی که اکثراً فارغ‌التحصیل دانشگاه‌های معتبر دنیا بودند، به منطقهٔ باجگاه واقع در ۱۵ کیلومتری شمال شیراز (محل کنونی دانشکده) انتقال یافت.

## گروه‌های آموزشی
این دانشکده اکنون، ۱۱ بخش فعال آموزشی با رشته‌ها و مقاطع مختلف تحصیلی و دیگر مراکز تحقیقاتی در اختیار دارد.
- اقتصاد کشاورزی
- ترویج و آموزش کشاورزی
- تولید و ژنتیک گیاهی
- علوم دامی
- مهندسی آب
- علوم خاک
- صنایع غذایی
- گیاه‌پزشکی
- علوم و مهندسی باغبانی
- مهندسی فضای سبز
- مهندسی بیوسیستم
- مهندسی منابع طبیعی و محیط زیست

## پژوهشکده‌های تحقیقاتی
- پژوهشکدهٔ بیوتکنولوژی
- مرکز مطالعات خشکسالی
- مرکز پژوهشی فرآوری آبزیان
- مرکز علوم جوی و اقیانوسی
- مرکز تحقیقات ویروس‌شناسی گیاهی

## کتابخانهٔ دانشکده
کتابخانهٔ دانشکدهٔ کشاورزی در سال ۱۳۴۱ شمسی فعالیت خود را آغاز نموده است. این کتابخانه با تعداد محدودی کتاب ابتدا در سال ۱۳۴۳ در داخل شهر شیراز در دبیرستان توحید فعالیت خود را آغاز نمود و شش سال بعد به صورت رسمی و تخصصی در محل فعلی دانشکده کشاورزی در جادهٔ شیراز – مرودشت منطقهٔ باجگاه کار خود را شروع کرد. در حال حاضر با داشتن منابع ارزشمندی یکی از غنی‌ترین مجموعه‌ها در بین کتابخانه‌های دانشگاهی کشور محسوب می‌شود که با بیش از ۲۰ مرکز علمی داخلی شامل کتابخانه‌های دانشگاهی و مؤسسات پژوهشی در ارتباط است.

## مجلات
این دانشکده دارای یک مجله به نام «تحقیقات کشاورزی ایران» است که به زبان انگلیسی فعالیت می‌کند.